# إلمر وينغيت
إلمر وينغيت (بالإنجليزية: Elmer Wingate)‏ هو لاعب كرة قدم أمريكية أمريكي، ولد في 26 أكتوبر 1928 في بالتيمور في الولايات المتحدة، وتوفي في 27 فبراير 2016.

## وصلات خارجية
- إلمر وينغيت على موقع مرجع كرة القدم المحترفة.كوم (الإنجليزية)